# Lejuan Simmons
Lejuan Simmons (sinh ngày 7 tháng 4 năm 1993) là một tiền đạo bóng đá thi đấu cho Ilkeston F.C. và Đội tuyển bóng đá quốc gia Bermuda

## Sự nghiệp
Lejaun Simmons bắt đầu sự nghiệp ở một đội bóng lớn của Bermuda Devonshire Cougars, 2 năm trong đội trẻ trước khi được đẩy lên đội một năm 2011. Tuy nhiên, lúc 18 tuổi, anh quyết định đến Anh và thử việc thành công ở Ilkeston F.C., nơi trừ một khoảng cho mượn ngắn tại Mickleover Sports F.C., anh thi đấu 4 năm. Vào tháng 7 năm 2015, đầu mùa giải 2015-16, anh được báo cáo là đang thử việc ở câu lạc bộ Scotland St Mirren F.C., but the move did not materialize.

## Sự nghiệp quốc tế
Lejaun có màn ra mắt trước Haiti vào ngày 9 tháng 9 năm 2012, ở Cúp Vàng CONCACAF. Anh ghi bàn đầu tiên just 2 days later trước Saint-Martin ở cùng giải đấu.

### Bàn thắng quốc tế
Tỉ số và kết quả liệt kê bàn thắng của Bermuda trước.
| #  | Ngày                 | Địa điểm                                                        | Đối thủ      | Tỉ số | Kết quả | Giải đấu                                  |
| -- | -------------------- | --------------------------------------------------------------- | ------------ | ----- | ------- | ----------------------------------------- |
| 1. | 11 tháng 9 năm 2012  | Stade Sylvio Cator, Port-au-Prince, Haiti                       | Saint-Martin | 8–0   | 8–0     | Vòng loại Cúp bóng đá Caribe 2012         |
| 2. | 17 tháng 7 năm 2013  | Sân vận động Quốc gia Bermuda, Hamilton, Bermuda                | Frøya        | 1–0   | 8–0     | Island Games 2013                         |
| 3. | 17 tháng 7 năm 2013  | Sân vận động Quốc gia Bermuda, Hamilton, Bermuda                | Frøya        | 6–0   | 8–0     | Island Games 2013                         |
| 4. | 17 tháng 7 năm 2013  | Sân vận động Quốc gia Bermuda, Hamilton, Bermuda                | Frøya        | 7–0   | 8–0     | Island Games 2013                         |
| 5. | 22 tháng 1 năm 2017  | Sân vận động Quốc gia Bermuda, Hamilton, Bermuda                | Canada       | 2–2   | 2–4     | Giao hữu                                  |
| 6. | 12 tháng 10 năm 2018 | Sân vận động Quốc gia Bermuda, Hamilton, Bermuda                | Sint Maarten | 2–0   | 12–0    | Vòng loại CONCACAF Nations League 2019–20 |
| 7. | 25 tháng 2 năm 2019  | Sân vận động Pedro Marrero, Havana, Cuba                        | Cuba         | ?–?   | 2–2     | Giao hữu                                  |
| 8. | 24 tháng 6 năm 2019  | [[Red Bull Arena (New Jersey)\|Red Bull Arena, Harrison, Hoa Kỳ | Nicaragua    | 1–0   | 2–0     | Cúp Vàng CONCACAF 2019                    |